# Natalija Vlahović
Natalija (Nataša) Vlahović Čuljković (Beograd, 1968) srpska je filmska, pozorišna i televizijska glumica.

## Biografija
Rođena je 10. marta 1968. godine u Beogradu, gde je pohađala osnovno i srednje obrazovanje i diplomirala na Fakultetu dramskih umetnosti Univerziteta u Beogradu, u klasi profesora Milenka Maričića i Branislava Mićunovića i profesora Gordane Marić, koja je ujedno i mentor diplomskog rada.
Bila је član Dramske grupe Radio Beograda u grupi kod Bate Miladinovića za decu od 7. do 14. godine.
Bila je vlasnik, od 1990. do 2009. godine, legendarnog Jugoslovenskog kluba „Bojan Stupica“, u okviru kojeg je osmislila i realizovala zajedno sa dramaturgom Draganom Bošković, kulturno umetničke programe koji su za cilj imali predstavljanje i promociju najeminentnijih umetnika u zemlji. Kroz programe su se predstavili: dramski umetnici, pisci, vizuelni umetnici, slikari, i muzičari. Tako je nastala knjiga EPISTOLE, Dragane Bošković 1994. godine u izdanju kluba.
U kafe teatru Stupica u okviru kulturno umetničkog programa učestvovali su Ljiljana Stjepanović, Dragan Velikić, Eva Ras, Petar Kralj, Rada Đuričin, Cvetko Lainović, Vida Bauković, Boža Koprivica, Balša Rajčević, Veselin Stijović, Saša Lazoski, Božidar Kalezić, Dobrila Ilić, Suzana Kostić, Branislav Vukašinović, Bora Kandić, Andrej Kovač, Egon Savin, Ljiljana Blagojević, Kvintet „Mokranjac“, Zagorka Stojanović, Nadežda Marković, Zorka Knežević, Dušan Aranđelović, Dragan Simeunović i drugi.
Učestvovala je 1992. godine na promociji knjige Mome Kapora Zelena čoja Montenegra, Budva Grad teatar na Trgu pjesnika, kao i direktnog prenosa U slavu streljanim u Jajincima, u produkciji RTS-a, režija Živorad Ajdačić, 1996. godine.
Igrala je, zajedno sa Svetozarom Cvetkovićem u predstavi Oleana, pozorišta Ateljea 212, kao prvoj predstavi iz Beograda koja je igrana na teritoriji neke od bivših republika. Bilo je to 5. maja 1995. godine, u Mariboru, u Sloveniji, u vreme kad su  ratovi u Hrvatskoj i Bosni i Hercegovini još uvek su bili u jeku. Predstavu autora Dejvida Memeta režirala je i prevela Vida Ognjenović.
Pored glume bila je 1997. godine ko-producent filma „Ostroško čudo”, reditelja Radomira Baje Šaranovića i scenariste Mome Kapora i izdavač Monografije Ostrog (srpska i engleska verzija), autora tekstova Radomana Jovanovića, Radovana Bigovića, Sretena Petkovića i Zvonimira Zekovića.
Sa suprugom Milošem Čuljkovićem, sa kojim ima ćerku Doroteu Čuljković, bila је donator Manastira Ostrog.

### Članstvo u Udruženjima
- Član je Udruženja dramskih umetnika Srbije od 2010. godine
- Član je Udruženja filmskih glumaca Srbije od 2015. godine

## Profesionalni rad

### Radio drame
U periodu od 1990. do 2000. godine snimila je sledeće radio drame:
- Sav taj film, glavna uloga 1996.
- Sav taj film — pevači glumci, 1997.
- Sav taj film — drugi deo, režija David Lazić, 1997.
- Sav taj film — devojke, režija David Lazić, 1997.

### Filmografija
| God.     | Naziv                                 | Uloga            |
| -------- | ------------------------------------- | ---------------- |
| 1970.-te |                                       |                  |
| 1974     | Vagon li                              |                  |
| 1974     | Grlom u jagode                        |                  |
| 1975     | Beogradske priče                      |                  |
| 1980.-te |                                       |                  |
| 1985     | I to će proći                         | Danica           |
| 1985     | Orkestar jedne mladosti               |                  |
| 1986     | Apsistenti                            |                  |
| 1988     | Pikaso                                | Ana              |
| 1989     | Gospođa ministarka                    | Dara             |
| 1990.-te |                                       |                  |
| 1990     | Dozvolite da se obratimo (TV emisija) |                  |
| 1991     | Teatar u Srba                         | Evica            |
| 1992     | Srećni ljudi                          | Sonja            |
| 1993     | Halo Beograd                          |                  |
| 1994     | Dnevnik uvreda 1993                   | Gđa Vakić        |
| 1996     | Gore-dole                             | Lekar 2          |
| 1996     | Ljubav, ženidba i udadba              | Marta udavača    |
| 2010.-te |                                       |                  |
| 2013     | Vojna akademija 2 (TV serija)         | Profesor fizike  |
| 2013     | Samac u braku                         | Tatjanina majka  |
| 2014     | Urgentni centar                       | Biljana Garić    |
| 2016     | Vojna Akademija                       | Profesor         |
| 2016     | Santa Maria della Salute (TV serija)  | gospođa Vilovski |
| 2017     | Santa Maria della Salute              | gospođa Vilovski |
| 2017     | Sinđelići                             | Lila             |
| 2017     | Ubice mog oca 2                       | Ljubica          |
| 2018     | Ubice mog oca 3                       | Ljubica          |
| 2019     | Kalup (mini-serija)                   | Gost             |
| 2020.-te |                                       |                  |
| 2022     | Aviondžije 4                          | Milanka          |
| 2022     | Kolo sreće                            | Mirjana          |
| 2023     | Ubice mog oca 6                       | Ljubica          |

### Pozorište
| Pozorišne uloge        | Pozorišne uloge    | Pozorišne uloge | Pozorišne uloge                           |
| Naziv                  | Režija             | Uloga           | Pozorište                                 |
| Otvaranje Bitef teatra | Mira Trailović     |                 | Bitef teatar                              |
| Bitka za senjak        | Dragan Jakovljević |                 | Pozorište na Terazijama                   |
| Ženski teatar          | Petar Zec          |                 | Dom kulture Studenski grad                |
| Devojke                | Stevo Žigon        | Cana            | Teatar na Savi                            |
| Oleana                 | Vida Ognjenović    |                 | Atelje 212                                |
| Bekstvo                | Muci Draškić       |                 | Atelje 212                                |
| Ne/vidljivi grad       | Dijana Milošević   |                 | Dah teatar i EN VOL TEATAR (koprodukcija) |
| FESTIVAL "GIROVAGANDO  |                    |                 | Sassari, Sardinija                        |
| Da krenemo ispočetka   | Andrea Lazić       | Mojra           | Opera i teatar Madlenianum                |
| ---------------------- | ------------------ | --------------- | ----------------------------------------- |

## Galerija likova
- U filmu „Vagon li”, sa Božidarkom Frajt
- U ulozi Sonje, TV serija „Srećni ljudi”
- U ulozi gospođe Vakić u filmu „Dnevnik uvreda 93”
- Sa Svetozarom Cvetkovićem, „Oleana”, gostovanje u Torontu
- U ulozi Biljane Garić, TV serija „Urgetni centar”
- Kao gospođa Vilovski, serija „Santa Maria della Salute”
- Ekipa serije „Samac u braku”
- Natalija Vlahović kao član glumačke podele predstave „Da krenemo ispočetka”, Opera i teatar „Madlenianum”

## Izbor iz kritike

### Oleana, Dejvid Mamet,Atelje 212- režijaVida Ognjenović
Kritika Petar Volk, Ilustrovana politika, 9. Jul 1994.:
...U interpretaciji Nataše Čuljković, ona se tek na trenutke otkriva pojedinim pokretom kada hvata odlomke Džonovih (Svetozar Cvetković) razgovora sa ženom. Gotovo skrupulozno sakriva svoju ljubomoru koja se preobražava u paklenu mržnju i optužbe da je profesor nesposoban za nastavu i da je čak pokušao da je siluje. Čuljkovićeva hladnokrvno sve to saopštava svom profesoru kao nešto logično, istinito, prirodno, što podržava cela grupa studenata koja stoji iza nje.  Ova mlada glumica, vidno darovita, snažne unutrašnje ekspresivnosti, nije do sada imala priliku da na ovaj način ostvari jedan celovit i upravo mametovski lik. Njeno tumačenje je precizno, sigurno, pa su spolja vidljivi tek odsjaji uzburkanih pakleno izmešanih strasti u njenom biću...
Kritika Vladimir Stamenković, list NIN, 1994.:
Ocena:Mala, nepretenciozna predstava, koja gledaocima pruža dva sata civilizovane zabave. Kod nas, u režiji Vide Ognjenović „Oleana“ pruža građu za šarmantnu scensku igru iz svakodnevnog života...U suštini Vida Ognjenović usmerava svoj rad na pomaganje glumcima da uobliče što živopisnije likove, da se na sceni oštro sukobe Kerol (Nataša Čuljković), kapriciozna, frustrirana studentkinja, čija je autopercepcija iz korena poremećena i Džon (Svetozar Cvetković), ekscentričan, teatralan, smušen profesor, koji je unapred osuđen na poraz zato što je emocionalno neprilagođen svetu...

## Napomene
1. ↑  Miloš Čuljković je 1998. godine nastradao u saobraćajnoj nesreći.
2. ↑  Prvo ostvarenje na filmu ulogom Verine ćerke, reditelja Dragoslava Ilića, u kojem su joj partneri bili zvezde jugoslovenskog filma Božidarka Frajt kao majka i Voja Mirić kao otac.
3. ↑  Prva glumica iz druge jugoslovenske republike koja je posle 18 godina dobila glavnu ulogu na televiziji Skoplje.
4. ↑  U decembru 1994. godine predstava je probila kulturni embargo gostovanjem u Vankuveru i Torontu, a kasnije u Mariboru i Londonu.

## Spoljašnje veze
- Nataša Čuljković na sajtu  (jezik: engleski)
- Muzej pozorišne umetnosti Srbije – profil Natalije (Nataše) Čuljković
- La nuova sardegna/Girovagando, tre giorni con numeri da record(језик: италијански)